# 夏伯勋
夏伯勋（1917年—2008年10月7日），男，湖南澧县人，中华人民共和国军事人物，中国人民解放军少将，曾任济南军区空军副司令员。